# Montgilbert
Montgilbert är en kommun i departementet Savoie i regionen Auvergne-Rhône-Alpes i sydöstra Frankrike. Kommunen ligger i kantonen Aiguebelle som tillhör arrondissementet Saint-Jean-de-Maurienne. År 2022 hade Montgilbert 115 invånare.

## Befolkningsutveckling
Antalet invånare i kommunen Montgilbert
| Referens: INSEE |